# Amphiprion percula
Amphiprion percula är en fiskart som först beskrevs av Lacepède 1802.  Amphiprion percula ingår i släktet Amphiprion och familjen Pomacentridae. Inga underarter finns listade i Catalogue of Life.

## Bildgalleri

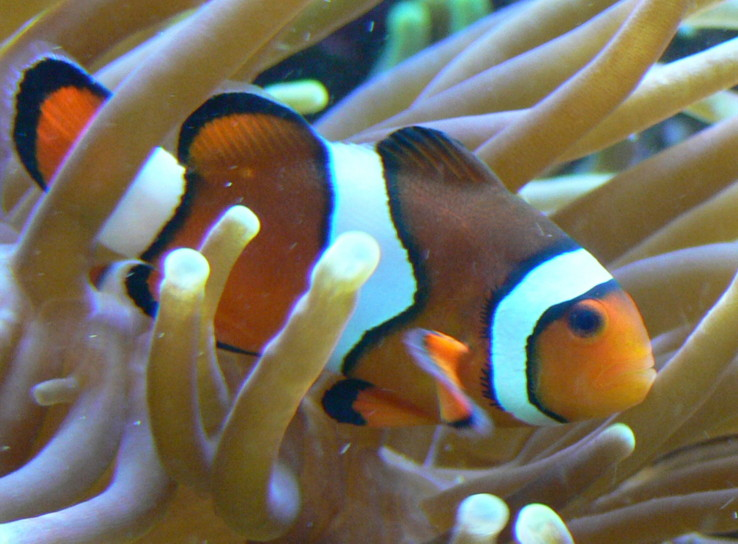
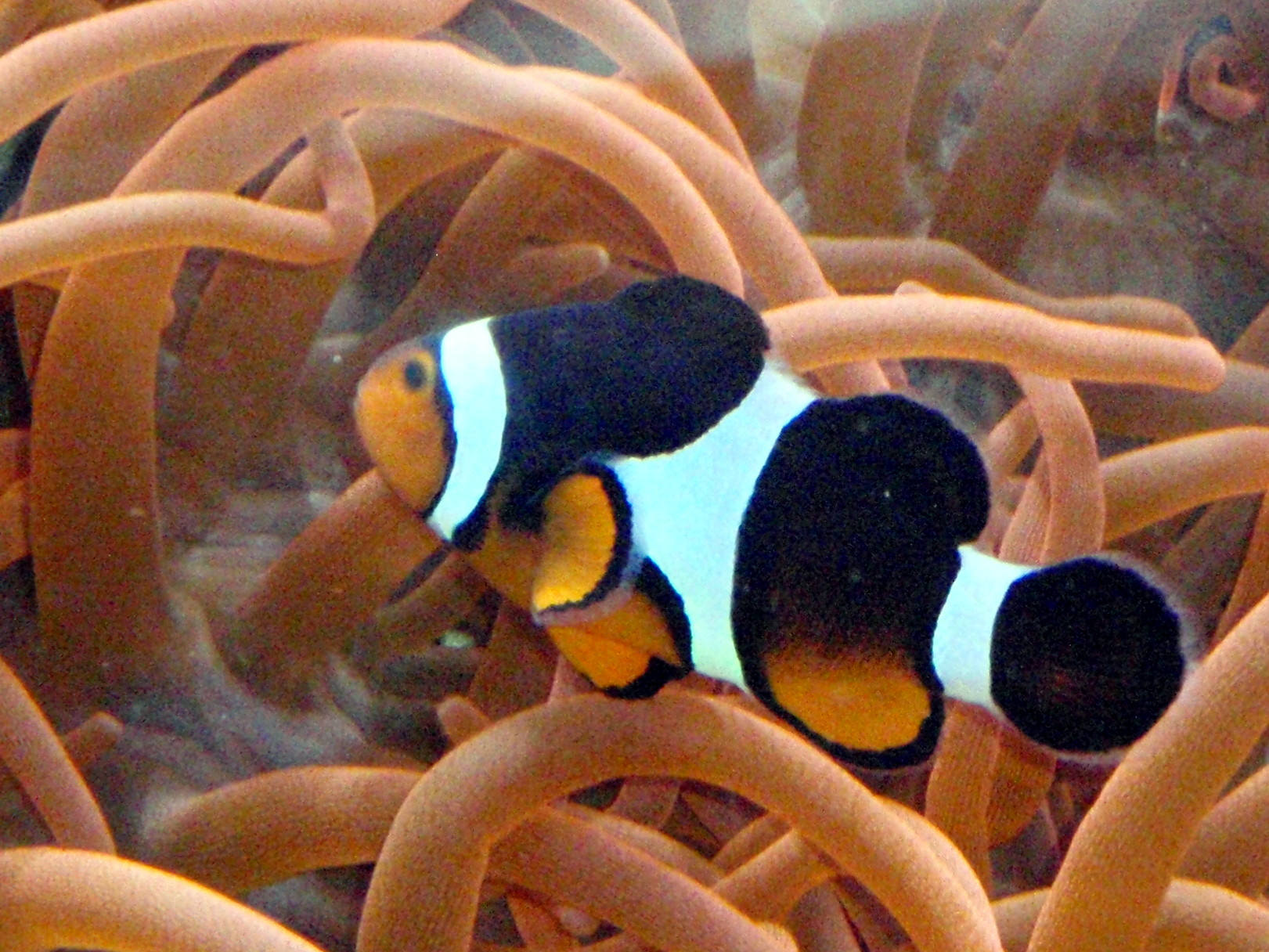
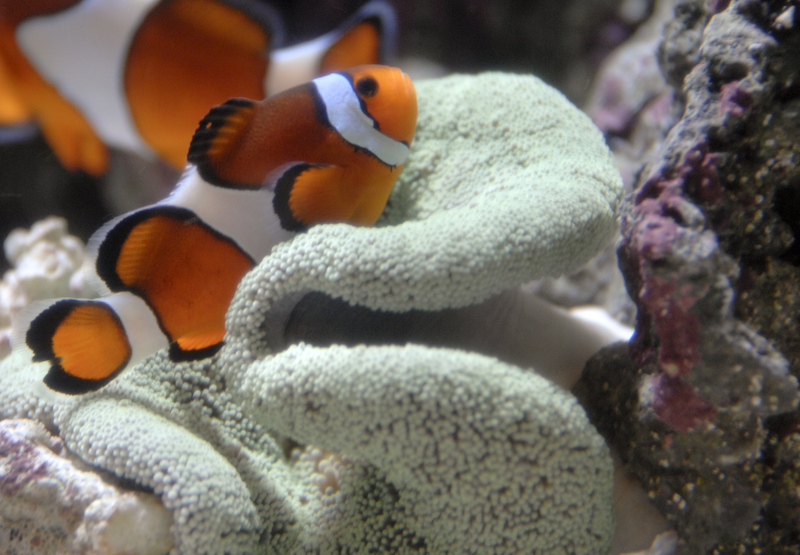
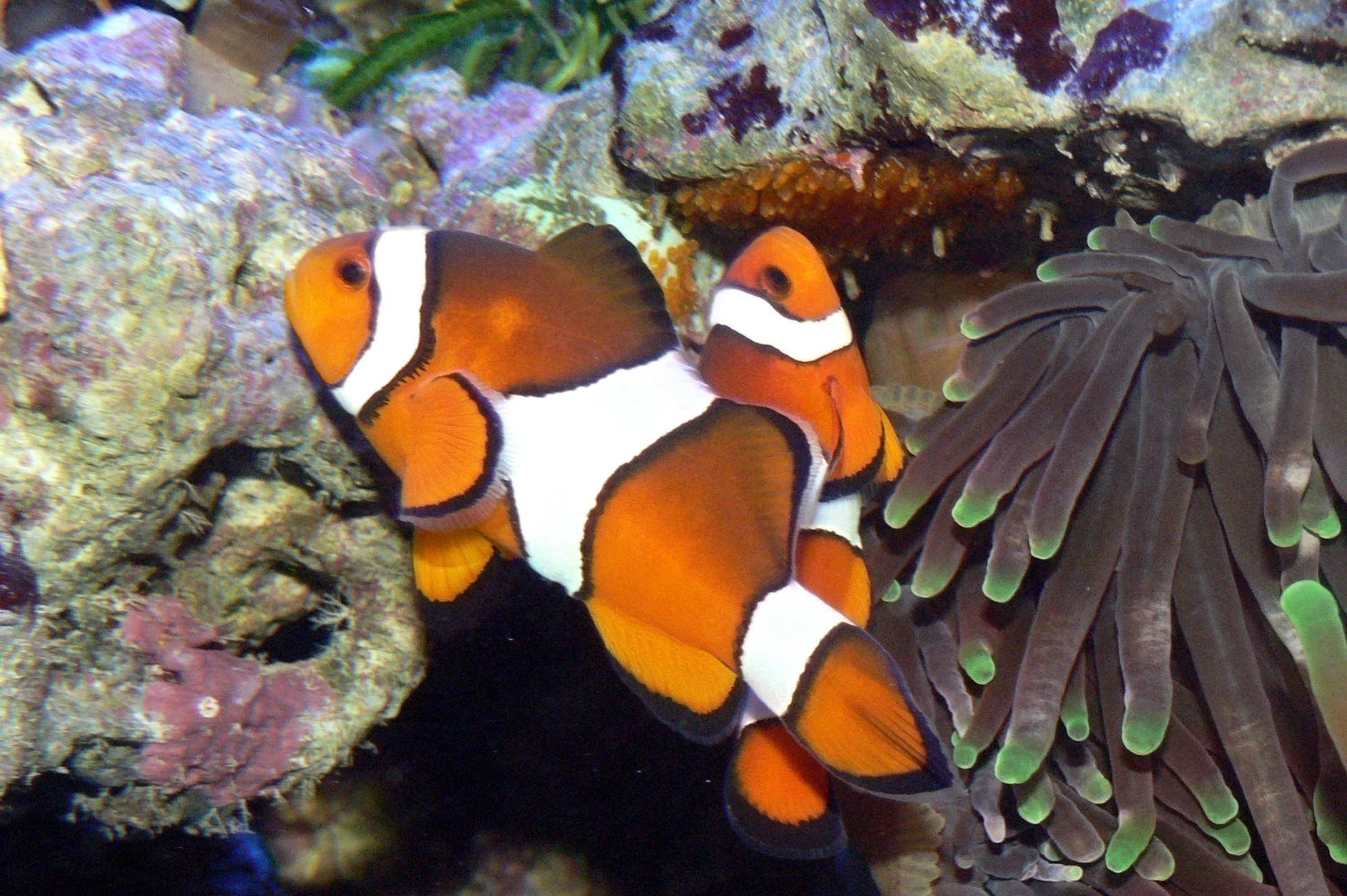
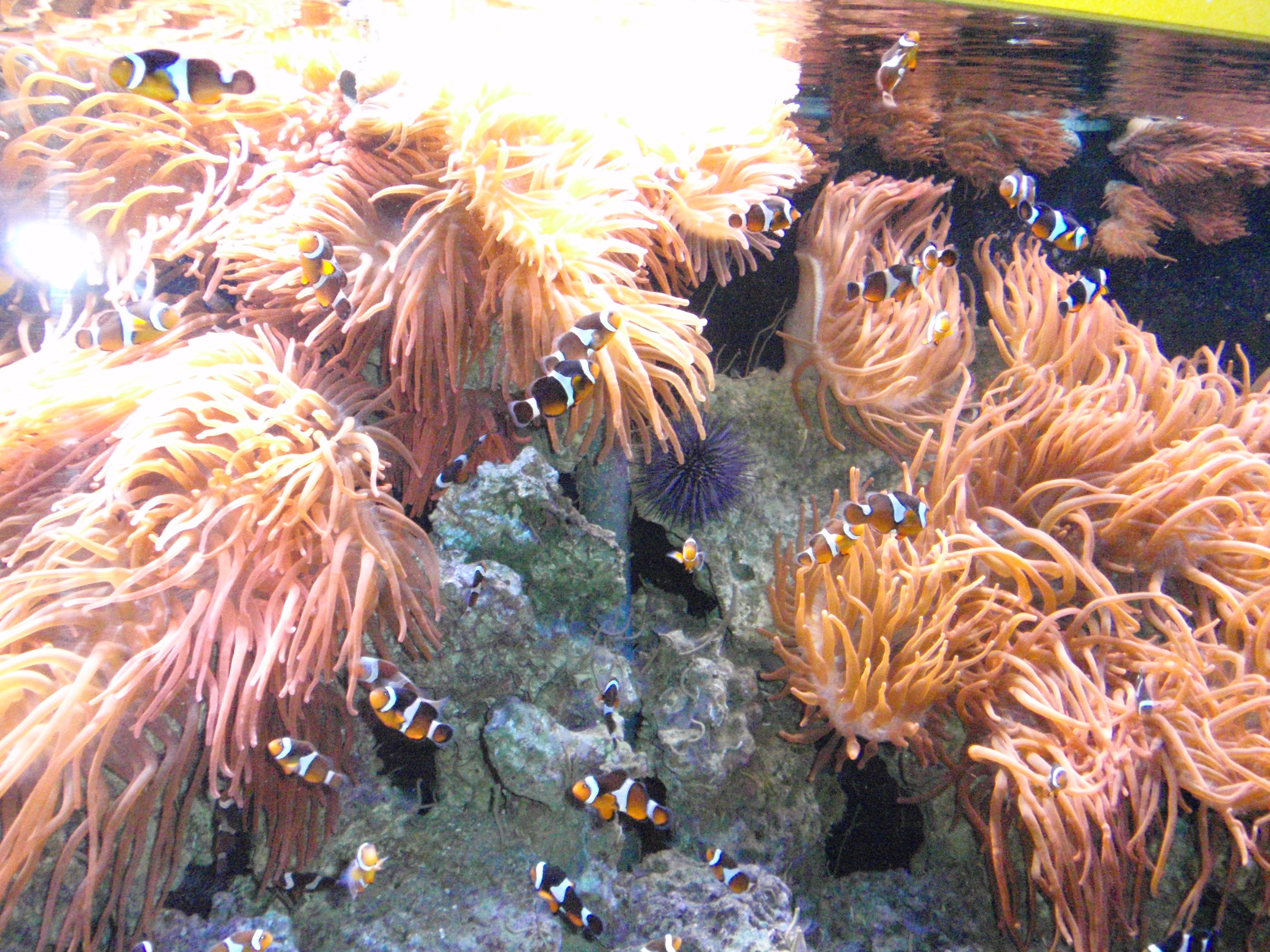
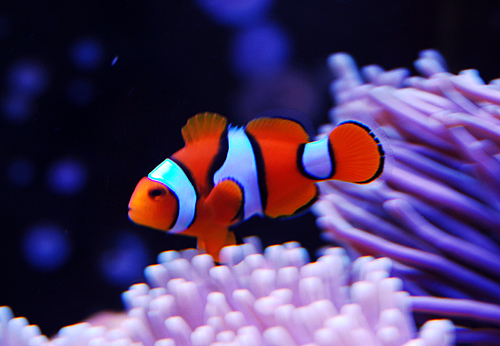